# اللجنة الأولمبية الوطنية الإيطالية
اللجنة الأولمبية الوطنية الإيطالية (بالإيطالية: Comitato Olimpico Nazionale Italiano، تُختصر إلى CONI)‏: تأسست في عام 1914 وهي عضو في اللجنة الأولمبية الدولية (IOC)، وهي المسؤولة عن تطوير وإدارة النشاط الرياضي في إيطاليا.
تتألف اللجنة الأولمبية الإيطالية من 45 أتحادات رياضية وطنية، و16 للتخصصات الرياضية للمنتسبين و12 من المنظمات الرياضية الترويجية، ومنظمة واحدة للرياضية الإقليمية، و 19 منظمة من أجل تحسين الرياضية. من إجمالي 95000 نادي رياضي تضم 11,000,000 عضو. ميزانيتها السنوية لعام 2009 هو 446640000 € التي تمول أساسا من قبل الحكومة الإيطالية.

## وصلات خارجية
- Sandro Donati anti-doping advocate
- الموقع الرسمي